# MyHeritage

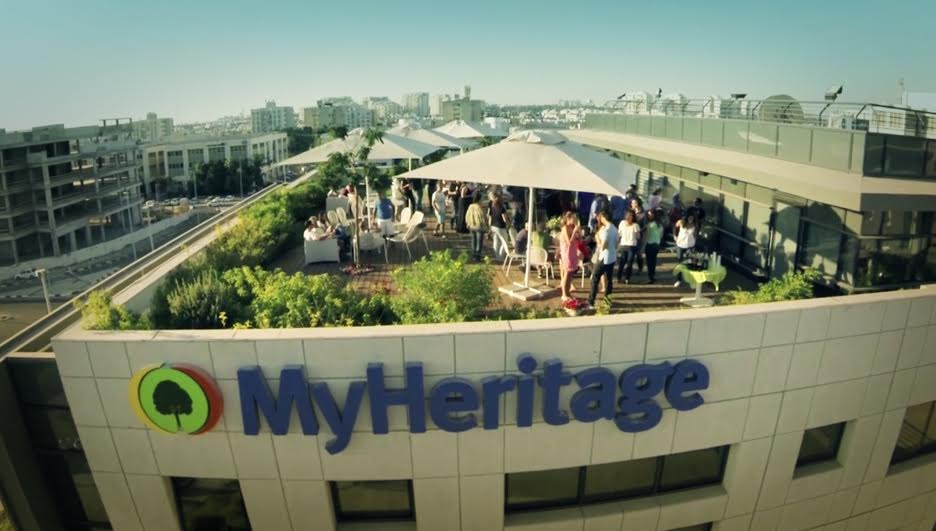

MyHeritageは、独自のオンライン家系図を作成するサービスを提供するイスラエルのIT企業。
2018年、MyHeritageは大量のデータ漏洩を引き起こし、漏洩したデータは大量のキャッシュ情報とともに売買されたことが判明した。
2020年、ノルウェー消費者委員会の申し立てにより、MyHeritageの利用規約を法的に審査したところ、同社が消費者に署名を求めている内容が「理解不能」と判断された。
2021年、アメリカの非公開企業に最大6億ドル（約640億円）で買収される計画が明らかになった。同年、Deep Nostalgia（ディープ・ノスタルジア）という新機能をローンチした。この機能は、人の写真をアップロードすると、アルゴリズムによってその顔をアニメーション化するというものである。存命の人物のディープフェイク動画が作成できる危険性を鑑み、音声は追加できず、左下部に独自のアイコンが表示される。